# Vidas prestadas
Vidas prestadas é uma telenovela venezuelo-peruana exibida em 2000 pela Venevisión.

## Elenco
- Grecia Colmenares - Fernanda Valente López
- Luis José Santander - José María 'Chema' Rivero
- Bernie Paz       -
- María Pia Ureta  -
- Vanessa Terkes   -
- Carlos Carlin    -
- Karina Calmet
- Javier Echevarria-
- Sonia Oquendo    - Joanna López de Valente
- Carlos Tuccio - Édgar Valente